# Carolyn Blank
Carolyn Blank (* 23. März 1988) ist eine US-amerikanische Fußballspielerin.

## Karriere

### Verein
Blank spielte während ihres Studiums an der West Virginia University für das dortige Hochschulteam der West Virginia Mountaineers und lief parallel dazu im Jahr 2008 für die W-League-Franchise der Jersey Sky Blue auf. In der Saison 2010 spielte sie zunächst für den WPS-Teilnehmer Saint Louis Athletica und später nach dessen Auflösung während der laufenden Spielzeit für den Ligakonkurrenten Atlanta Beat. Diesen verließ Blank bereits zur darauffolgenden Saison wieder und schloss sich dem ebenfalls in der WPS antretenden Sky Blue FC an, ehe sie gegen Jahresende für den schwedischen Zweitligisten Vittsjö GIK auflief und mit diesem den Aufstieg in die Damallsvenskan feiern konnte. In der Saison 2012 spielte Blank für die Frauen der D.C. United in der USL W-League.

### Nationalmannschaft
Blank durchlief mehrere Nachwuchsnationalmannschaften des US-amerikanischen Fußballverbandes. Im Jahr 2008 wurde sie erstmals in die U-20-Nationalmannschaft der Vereinigten Staaten berufen.

## Erfolge
- 2011: Aufstieg in die Damallsvenskan (Vittsjö GIK)